# Terror på Elm Street 5 – The Dream Child
Terror på Elm Street 5 – The Dream Child (engelska: A Nightmare on Elm Street 5: The Dream Child) är en amerikansk skräckfilm från 1989. Filmen visades första gången på TV i Sverige på TV3 den 17 augusti 1996 och släpptes på DVD den 16 april 2008.

## Handling
Ett år efter händelserna i Freddys mardröm har Alice (Lisa Wilcox) och Dan (Danny Hassel) börjat dejta, och det finns inga spår av Freddy Krueger (Robert Englund). Alice börjar drömma om en ung nunna vid namn Amanda Krueger (Beatrice Boepple), som är inlåst i ett dårhus fyllt av galningar. När de tagit examen från high school planerar Alice och Dan att göra en resa till Europa. Alice har fått nya vänner: Greta (Erika Anderson), en flicka som vill bli supermodell, Yvonne (Kelly Jo Minter), en flicka som är volontär på stadens sjukhus, och Mark (Joe Seely), en serietidningsnörd.
En dag när Alice är på väg till jobbet finner hon sig själv vara tillbaka på dårhuset, där hon ser Amanda Krueger i ett operationsrum, på väg att föda ett barn. När babyn har fötts kräver Amanda att få den. Babyn, som visar sig vara vanskapt och lite liknar Freddy, kommer dock undan och flyr från rummet. Alice följer efter babyn till en prästgård, samma plats där Alice tidigare besegrade Freddy. Innan hon kan stoppa honom hittar babyn Freddys kläder och växer fort till en vuxen man. Amanda dyker upp för att hjälpa Alice, men blir stoppad av Freddy som stänger dörrarna för henne. Freddy antyder för Alice att han funnit nyckel till hur han skall kunna återvända. Efter dessa händelser vaknar plötsligt Alice och finner sig själv vara på jobbet, men fyra timmar försenad.
Alice ringer omedelbart Dan som lämnar deras vänner och skyndar till hennes jobb. Men på vägen dit somnar han och Freddy tvingar hans motorcykel att köra in i ett annat fordon. Freddy tar över Dans kropp och när Alice kommer till olycksplatsen och får se Dans döda kropp röra sig och håna henne svimmar hon mitt ute på gatan. Hon vaknar upp på sjukhuset där hon informeras om att Dan är död och att hon är gravid med Dans barn. Medan hon återhämtar sig möter hon en ung pojke, Jacob (Whit Hertford). Yvonne informerar senare Alice om att det inte fanns några barn på hennes våning, och att det inte heller finns en barnavdelning på sjukhuset. Freddy Krueger börjar döda Alices vänner en efter en, först Greta och sedan Mark. Alice ber om ett tidigt ultraljud på sin baby, och förstår snart att Freddy använder hennes barn för att komma in i hennes vänners drömmar. Alice upptäcker också att Jacob är hennes framtida son, och att Freddy försöker ta över hans själ innan han är född för själv kunna återfödas. Yvonne, som först inte tror på Alice berättelse, undkommer bara nätt och jämnt att dödas av Freddy i en dröm, tack vare att Alice räddar henne med lite hjälp från Amandas själ. Efter det tror Yvonne på vad Alice har sagt.
Alice skickar Yvonne till det övergivna dårhuset för att befria Amandas själ medan hon själv återvänder hem. Hon lägger sig för att sova för att i drömmarna försöka hitta och befria Jacob från Freddys inflytande och därmed rädda sin ofödda sons själ. Freddy Krueger drar henne in i en M.C. Escher-lik labyrint för att vilseleda henne och gömmer sig i Alice. När hon äntligen hittar Jacob och får reda på att Krueger har gömt sig inuti henne hela tiden tvingar Alice ut honom, men dör nästan på samma gång. Efter att hon blivit befriad av Yvonne dyker Amanda upp och talar om för Jacob hur han ska besegra Freddy. Jacob släpper kraften Krueger har gett honom och tvingar sig själv och Freddy att förvandlas till spädbarn. Alice tar upp den lille Jacob, medan spädbarnet Freddy försöker fly. Men innan Freddy kan fly får Amanda tag i honom och absorberar honom. Amanda säger till Alice att ge sig av och Alice vaknar upp, medan Amanda håller kvar Freddy, instängd i tiden. 
Ett år går; Alice föder Jacob och är äntligen fri från mardrömmarna. I filmens sista scen visas barnen som används som omen för Freddys närvaro genom serierna, sjungandes den berömda sången "en, två..", medan Alice, hennes far och hennes son Jacob och Yvonne tillsammans njuter av en picknick.

## Om filmen
Terror på Elm Street 5 är den femte filmen i den kultförklarade serien om Freddy Krueger och Elm Street. Elm Street-filmerna och Fredag den 13:e-filmerna om Jason blev stora framgångar i skräckfilmsvågen på 1980-talet. Filmen regisserades av Stephen Hopkins, och är 89 minuter lång.

## Andra delar i serien
- Terror på Elm Street (1984)
- Terror på Elm Street 2 – Freddys hämnd (1985)
- Terror på Elm Street 3 – Freddys återkomst (1987)
- Terror på Elm Street 4 – Freddys mardröm (1988)
- Terror på Elm Street 6 – Freddy's Dead – The final nightmare (1991)
- Wes Craven's new nightmare (1994)
- Freddy vs Jason (2003)
- A Nightmare on Elm Street (2010) (2010)

## Rollista (i urval)
- Robert Englund – Freddy Krueger
- Lisa Wilcox – Alice Johnson
- Danny Hassel – Dan Jordan
- Erika Anderson – Greta Gibson